# Зюлковски, Корчак
Ко́рчак Зюлко́вски (пол. Korczak Ziółkowski, в некоторых русскоязычных публикациях фамилия неверно передаётся как Циолковский, что соответствует иной польской фамилии (Ciołkowski); 6 сентября 1908, Бостон — 20 октября 1982, Мемориал Бешеного Коня, Южная Дакота) — американский скульптор польского происхождения. Известен как создатель крупнейшего в мире мемориала, посвящённого покойному индейскому вождю Неистовому Коню и высеченного из цельной скалы. Зюлковски умер, не успев довести до конца свой замысел.